# الرفادة (الخليل)
الرفادة هي قرية فلسطينية، من قرى محافظة الخليل، تقع قُرب مدينة دورا. وهي من القرى التي احتلتها إسرائيل خلال حرب 1967.
تُدار بواسطة مجلس بلدي دورا.

## التاريخ
تأسست قرية الرفادة عام 1920، زمن الانتداب البريطاني على فلسطين. بلغ عدد سكان القرية عام 2007، حوالي 459 نسمة وفق الجهاز المركزي للإحصاء الفلسطيني.
تقع على منطقة جبلية مطلة على واد سود وعلى ارتفاع 750 متر فوق سطح البحر. يحدها من الشرق أراضي مدينة الخليل، ومن الشمال أراضي بلدة تفوح، ومن الجنوب والغرب مدينة دورا.
يوجد في قرية الرفادة مسجدان، مسجد التوابين، ومسجد باب الواد، وعيادة صحية حكومية، ومدرسة القادسية الابتدائية المختلطة.